# Arker
Arker est un chanteur, auteur-compositeur, musicien et producteur belge.

## Découvreur de talents
Parti à Bruxelles en l'an 2000 afin de faire de la musique à temps-plein, le jeune artiste originaire d'Arlon multiplie les rencontres et se construit un catalogue de chansons en anglais et en français. Trois ans plus tard, il sort une compilation d'artistes émergents avec lesquels il a étroitement collaboré (en tant que songwriter ou producteur). "Bypass 1: 7 new artists from Brussels" voit le jour en 2003. Sur ce disque, on peut d'ailleurs entendre la toute première chanson du groupe Soldout intitulée "Send Me There" (dont il a écrit les paroles et la mélodie après avoir présenté David à Charlotte quelques mois plus tôt). En 2004, il réitère l'expérience mais cette fois au niveau national avec la compilation "Bypass 2: 10 new artists from the 10 belgian provinces". Wallons, Bruxellois et Flamands réunis sur un même disque: une première dans l'histoire de l'industrie musicale belge ! Cette compilation (distribuée par le label Distrisound/Bang!) est suivie d'une tournée où les groupes se produisent sur scène dans chaque province du royaume jusqu'en 2005. On parle de ce projet fou dans tous les médias et plusieurs titres de ce disque entrent même en rotation sur les radios nationales.

## Carrière solo
Durant l'été 2004, Arker décide de se lancer en solo et d'interpréter lui-même les chansons qu'il écrivait jusqu'alors pour d'autres artistes. Ce nouveau projet nécessite 2 ans de travail en studio d'enregistrement, avec des musiciens additionnels de renom. Le résultat final est un mélange de ballades mélancoliques et chansons uptempo, où les guitares se marient aux textures électroniques et expérimentales des synthétiseurs.
Dès le mois d'avril 2006, le premier single d'Arker Humdrum Street est diffusé sur la plupart des radios belges (Studio Brussel, Radio 1, Pure FM, Vivacité...) et son clip vidéo sur MCM et PlugTV.
Le 13 octobre, l'album Them and I est distribué en Belgique et au Luxembourg par Universal[réf. souhaitée].
4 autres singles (Happy Few, Until It's Wrong, Nothing Left To Say et (Still Some Things To) Learn) sont également programmés en radio durant les mois suivants.
Depuis, on aura pu apercevoir Arker sur les scènes belges de l'Ancienne Belgique, du Botanique, du Cirque Royal à Bruxelles, au Forum et à la Soundstation de Liège, au Grand Théâtre de Namur, aux Francofolies de Spa, au Spirit of 66, au Nandrin Festival ainsi qu'au Suikerrock de Tirlemont. Parfois accompagné d'un groupe, parfois seul à la guitare.
Il a également joué en première partie d'artistes tels que Feeder, Hooverphonic, An Pierlé, Admiral Freebee, Thomas Dutronc, The Delays, The Rakes, The Servant.
En décembre 2006, il est invité à l'émission "Le fou du roi" présentée par Stéphane Bern (sur France Inter) pour y interpréter en direct deux chansons: son single "Humdrum Street" ainsi qu'une reprise du "Déjeuner en paix" de Stephan Eicher.
Sa première tournée se termine en novembre 2007 (en première partie du groupe Zita Swoon)[réf. souhaitée].

## Collaborations
Fin 2007, Arker commence à composer, enregistrer et produire le premier album d'une nouvelle chanteuse bruxelloise: Yoko Sound.
Ce disque, intitulé Not Enemy, sort en octobre 2008 et est distribué en Belgique et au Luxembourg par Pias/Bang!
En 2008, Arker remixe la chanson "Exit Through You" de l'artiste anglais Peter Gabriel et compose sa première musique de film "When The City Speaks".
Le premier single de Yoko Sound, My Sole Wish, est diffusé sur MCM fin 2008 et le single suivant, Cigarettes, est en rotation sur les ondes de Radio1, FM Brussel, La Première, ainsi que sur de nombreuses radios locales. Le projet rencontre également un étonnant succès médiatique en Flandre, ce qui est assez rare pour des artistes francophones.
Sur scène, Arker accompagne Yoko en tant que claviériste, guitariste et choriste durant une tournée qui s'achève en novembre 2009. Le duo aura joué dans les principales salles de concert belges (Botanique, Ancienne Belgique, Cirque Royal à Bruxelles, Handelsbeurs à Gand, Hof Ter Lo à Anvers, Het Depot à Louvain, den Atelier et Rockhal à Luxembourg ainsi qu'à Paris) en première partie d'artistes internationaux (Tricky, The Dø, Nouvelle Vague).
Fin 2009, il remixe la chanson "Like a Hobo" de Charlie Winston. Sa version est sélectionnée par le label anglais Realworld.
Depuis lors, Arker se concentre sur la production musicale et collabore avec de nombreux artistes à travers toute l'Europe: Eamonn Tobin, Red Sofa (ex-Dole: premier groupe signé chez Pias), Joni Sheila (musicienne de rue internationale), Camillefois (sélectionnée par Studio Brussel pour De Nieuwe Lichting), Newton (support act pour INXS), Lea Danis (mannequin pour Victoria's secrets et chanteuse Slovaque), Hanna Turi (chanteuse et musicienne Suédoise), Pina (artiste Australienne signée sur le label Realworld de Peter Gabriel), Beth Hirsch (chanteuse Américaine, découverte sur la chanson "All I Need" du groupe AIR)...